# Marie-Sophie Nielsen
Marie-Sophie Nielsen, née en 1875 et morte en 1951, est une femme politique communiste danoise. Elle est l'une des fondatrices du Parti social-démocrate et du Parti communiste du Danemark.

## Biographie
Entre 1916 et 1918, Marie-Sophie Nielsen est l'un des membres dirigeants du Parti social-démocrate danois (et la deuxième femme après Nina Bang) ; elle est membre du comité exécutif du Parti. En mars 1918, elle participe à la création du Parti socialiste des travailleurs danois, une branche gauchisante du Parti social-démocrate qui veut favoriser son affiliation avec l'Internationale communiste.
Elle devient un membre fondateur du Parti communiste du Danemark (DPC) en 1920. La même année, elle est une déléguée représentant l'Organisation communiste des enseignants au 2e Congrès mondial de l'Internationale communiste, qui s'est tenu à Pétrograd et à Moscou. En 1928, elle est expulsée du Parti communiste pour ne pas appuyer la campagne contre Léon Trotsky. Elle y est réadmise en 1932, mais à nouveau expulsée en 1936.

## Sources
- (en) Cet article est partiellement ou en totalité issu de l’article de Wikipédia en anglais intitulé « Marie-Sophie Nielsen » (voir la liste des auteurs).